# MTV Europe Music Awards 2017
MTV EMA 2017(známé také jako MTV Europe Music Awards) se konali dne 12. listopadu 2017 ve Wembley hale v Londýně ve Spojeném království. Spojené království již po šesté hostilo předávání cen a po druhé v Londýně.

## Vystoupení
- Eminem ft. Skylar Grey – „Walk on Water“
- Liam Payne – „Strip That Down“
- Camila Cabello – „Havana“
- Demi Lovato – „Sorry Not Sorry“ a „Tell Me You Love Me“
- Stormzy – „Big for Your Boots“
- Rita Ora – „Your Song“ a „Anywhere“
- Shawn Mendes – „There's Nothing Holdin' Me Back“
- Clean Bandit ft. Zara Larsson, Julia Michaels a Anne-Marie – „Symphony“, „I Miss You“ a „Rockabye“
- U2 – „Get Out of Your Own Way“
- French Montana ft. Swae Lee – „Unforgettable“
- Travis Scott – „Butterfly Effect“
- The Killers – „The Man“
- Kesha – „Learn to Let Go“
- David Guetta ft. Charli XCX a French Montana – „Dirty Sexy Money“

## Nominace
Nominace byly oznámeny 27. září 2016.

### Nejlepší píseň
- Clean Bandit feat. Sean Paul a Anne-Marie – „Rockabye“
- DJ Khaled feat. Rihanna a Bryson Tiller – „Wild Thoughts“
- Ed Sheeran – „Shape of You“
- Luis Fonsi feat. Daddy Yankee a Justin Bieber – „Despacito (Remix)“
- Shawn Mendes – „There's Nothing Holdin' Me Back“

### Nejlepší video
- Foo Fighters – „Run“
- Katy Perry feat. Migos – „Bon Appétit“
- Kendrick Lamar – „Humble“
- Kyle feat. Lil Yachty – „iSpy“
- Taylor Swift – „Look What You Made Me Do“

### Nejlepší umělec
- Ariana Grande
- Ed Sheeran
- Kendrick Lamar
- Miley Cyrus
- Taylor Swift
- Shawn Mendes

### Nejlepší nováček
- Dua Lipa
- Julia Michaels
- Kyle
- Khalid
- Rag'n'Bone Man

### Nejlepší Pop
- Camila Cabello
- Demi Lovato
- Miley Cyrus
- Taylor Swift
- Shawn Mendes

### Nejlepší Rock
- Coldplay
- Foo Fighters
- Royal Blood
- The Killers
- U2

### Nejlepší Alternativa
- Imagine Dragons
- Lana Del Rey
- Lorde
- The xx
- Thirty Seconds to Mars

### Nejlepší elektronika
- The Chainsmokers
- Calvin Harris
- David Guetta
- Major Lazer
- Martin Garrix

### Nejlepší Hip-Hop
- Drake
- Future
- Eminem
- Kendrick Lamar
- Post Malone

### Nejlepší LIVE
- Bruno Mars
- Coldplay
- Ed Sheeran
- Eminem
- U2

### Nejlepší World Stage
- DNCE
- Foo Fighters
- Kings of Leon
- Steve Aoki
- The Chainsmokers
- Tomorrowland

### Nejlepší Push umělec
- Hailee Steinfeld
- Jon Bellion
- Julia Michaels
- Kacy Hill
- Khalid
- Kyle
- Noah Cyrus
- Petite Meller
- Rag'n'Bone Man
- SZA
- The Head and the Heart

### Největší fanoušci
- Ariana Grande
- Justin Bieber
- Katy Perry
- Shawn Mendes
- Taylor Swift

### Nejlepší vzhled
- Dua Lipa
- Harry Styles
- Rita Ora
- Taylor Swift
- Zayn Malik

### Světová ikona
- U2

### Síla hudby
- Rita Ora

## Celosvětové nominace

### Nejlepší celosvětový počin
- Lil' Kleine – Nizozemsko
- C. Tangana – Španělsko
- Babymetal – Japonsko
- ALMA – Finsko
- DaVido – Nigérie
- Stormzy - Spojené království a Irsko
- Lali - Argentina

### Nejlepší severoamerický počin
- DJ Khaled
- Fifth Harmony
- Kendrick Lamar
- Bruno Mars
- Taylor Swift

### Nejlepší kanadský počin
- Alessia Cara
- Justin Bieber
- Drake
- Shawn Mendes
- The Weeknd

### Nejlepší britský a irský počin
- Dua Lipa
- Ed Sheeran
- Little Mix
- Stormzy
- Louis Tomlinson

### Nejlepší dánský počin
- Martin Jensen
- Christopher
- Kesi
- Lukas Graham
- MØ

### Nejlepší finský počin
- Alma
- Evelina
- Haloo Helsinki!
- Mikael Gabriel
- Robin

### Nejlepší norský počin
- Alan Walker
- Astrid S
- Gabrielle
- Seeb
- Kygo

### Nejlepší švédský počin
- Axwell and Ingrosso
- Galantis
- Vigiland
- Tove Lo
- Zara Larrson

### Nejlepší německý počin
- Alle Farben
- Cro
- Marteria
- Mark Forster
- Wincent Weiss

### Nejlepší nizozemský počin
- Boef
- Chef'Special
- Lucas & Steve
- Lil Kleine
- Roxeanne Hazes

### Nejlepší belgický počin
- Bazart
- Coely
- Lost Frequencies
- Loic Nottet
- Oscar & The Wolf

### Nejlepší švýcarský počin
- Lo & Leduc
- Mimiks
- Pegasus
- Xen
- Züri West

### Nejlepší francouzský počin
- Amir
- MHD
- Soprano
- Petit Biscuit
- Feder

### Nejlepší italský počin
- Ermal Meta
- Fabri Fibra
- Francesco Gabbani
- Thegiornalisti
- Tiziano Ferro

### Nejlepší španělský počin
- C. Tangana
- Kase O
- Lori Meyers
- Miguel Bosé
- Viva Suecia

### Nejlepší portugalský počin
- Mickael Carreira
- Miguel Araújo
- Overule
- Virgul
- HMB

### Nejlepší polský počin
- Bednarek
- Dawid Kwiatkowski
- Monika Lewczuk
- Natalia Nykiel
- Margaret

### Nejlepší chorvatský počin
- Koala Voice
- Marin Jurić - Čivro
- Nicim Izazvan
- Nina Kraljić
- Sara Jo

### Nejlepší ruský počin
- Ivan Dorn
- Elena Temnikova
- Grebz
- Yolka
- Husky

### Nejlepší izraelský počin
- Ania Bukstein
- Nechi Nech
- Noa Kirel
- Static & Ben El
- Stephane Le Gar

### Nejlepší africký počin
- Babes Wodumo
- C4 Pedro
- Davido
- Nasty C
- Nyashinski
- WizKid

### Nejlepší indický počin
- Hard Kaur
- Yatharth
- Nucleya
- Parekh & Singh
- Raja Kumari

### Nejlepší japonský počin
- Babymetal
- Kyary Pamyu Pamyu
- KOHH
- Rekishi
- Wednesday Campanella

### Nejlepší korejský počin
- GFriend
- Highlight
- Mamamoo
- Seventeen
- Wanna One

### Nejlepší jihovýchodní asijský počin
- Faizal Tahir
- Dam Vinh Hung
- Isyana Sarasvati
- James Reid
- Slot Machine
- The Sam Willows
- Palitchoke Ayanaputra

### Nejlepší čínský a hongkongský počin
- Bii
- Carta
- Huo Zun
- Pakho Chau
- Wang Sulong

### Nejlepší australský počin
- Pnau
- Illy
- Jessica Mauboy
- Meg Mac
- Vera Blue

### Nejlepší novozélandský počin
- Tapz
- David Dallas
- Lorde
- Maala
- Stan Walker

### Nejlepší brazilský počin
- Anitta
- Karol Conká
- Alok
- Nego do Borel
- Projota

### Nejlepší severo-latinskoamerický počin
- Café Tacuba
- Caloncho
- Mon Laferte
- Natalia Lafourcade
- Sofia Reyes

### Nejlepší středolatinskoamerický počin
- Morat
- J Balvin
- Maluma
- Piso 21
- Sebastián Yatra

### Nejlepší jiholatinskoamerický počin
- Airbag
- Carajo
- Lali
- Indios
- Oriana